# Sokolsky
Sokolsky, Pools of Orang Oetan is bij het schaakspel een van de openingen. De beginzet is 1. b4. Hiermee valt de opening onder de flankspelen. De opening is niet populair. Schaaktoppers (schakers met een rating van boven de 2000) spelen de opening zelden. Toch wordt de opening, zelfs op hoog niveau, af en toe gebruikt als verrassing om computervoorbereiding te omzeilen.

## Doel van de opening
Het doel van de opening is om het fianchetto mogelijk te maken. In plaats van b3 wordt b4 gespeeld om zwart de natuurlijke zet Pc6 te bemoeilijken. Daarnaast heeft wit met 2. Lb2 druk op het veld g7. De beste respons voor zwart is om het centrum in handen te nemen met 1. ... - d5 of 1. ... - e5. Hiernaast wordt de solide zet 1. ... - Pf6 ook veel gespeeld. 
De witspeler wil verder zijn stukken ontwikkelen en ergens gedurende de opening c4 spelen om meer controle over het centrum te krijgen. Computeranalyse geeft aan dat de opening een gelijke stelling oplevert.

## Oorsprong van de naam
De opening is genoemd naar Alexey Pavlovich Sokolsky. Hoewel deze opening Pools genoemd wordt, was Sokolsky zelf een Oekraïner/Wit-Rus.
De naam ‘‘Orang Oetan’’ werd door de Poolse schaakmeester Sawielly Tartakower schertsend aan deze opening gegeven in 1924 tijdens een schaaktoernooi in New York. Na een bezoek aan de dierentuin zag hij daar een orang oetan die hem deed denken aan de b-pion die bij de Sokolsky-opening omhoog klauterde.
| 8 | rd | nd | bd | qd | kd | bd | nd | rd |
| 7 | pd | pd | pd | pd | pd | pd | pd | pd |
| 6 |    |    |    |    |    |    |    |    |
| 5 |    |    |    |    |    |    |    |    |
| 4 |    | pl |    |    |    |    |    |    |
| 3 |    |    |    |    |    |    |    |    |
| 2 | pl |    | pl | pl | pl | pl | pl | pl |
| 1 | rl | nl | bl | ql | kl | bl | nl | rl |
|   | a  | b  | c  | d  | e  | f  | g  | h  |

| Sokolsky                | 1. b4 (zie diagram)          |
| Birminghamgambiet       | 1. b4 c5                     |
| Grigorian               | 1. b4 Pc6                    |
| Sokolsky outflank       | 1. b4 c6 2. Lb2 Qb6 3. a3 a5 |
| Tsjechische verdediging | 1. b4 e5 2. Lb2 d6           |
| Schifflergambiet        | 1. b4 f5 2. Lb2 e6 3. e4     |
| Karniewskivariant       | 1. b4 Nh6                    |